# La verbena de la Paloma
La verbena de la Paloma —subtitulada El boticario y las chulapas y celos mal reprimidos— es un sainete lírico en prosa con libreto de Ricardo de la Vega y música de Tomás Bretón, que se estrenó el 17 de febrero de 1894 en el Teatro Apolo de Madrid. Su título hace referencia a las fiestas madrileñas en torno al 15 de agosto, cuando se celebra la procesión de la Virgen de la Paloma.
La verbena consta de un solo acto, que era lo común en el teatro por horas, dividido en tres cuadros, siendo una zarzuela prototipo del género chico, de corta duración. Cada cuadro tiene decorado y escenificación diferentes, siendo el primero de duración más breve y el segundo más extenso, para llegar a un tercero extenso también, con la particularidad de que mientras en los dos primeros hay una gran abundancia de números musicales, en el último cuadro no hay ninguno salvo el final de la obra. En la obra aparecen personajes tan entrañables y recordados como don Hilarión, su amigo don Sebastián, la tía Antonia, las chulapas, el sereno, los guardias, el boticario y el tabernero. Todos estos personajes son muy característicos del viejo Madrid del siglo XIX.

## Teatro por horas

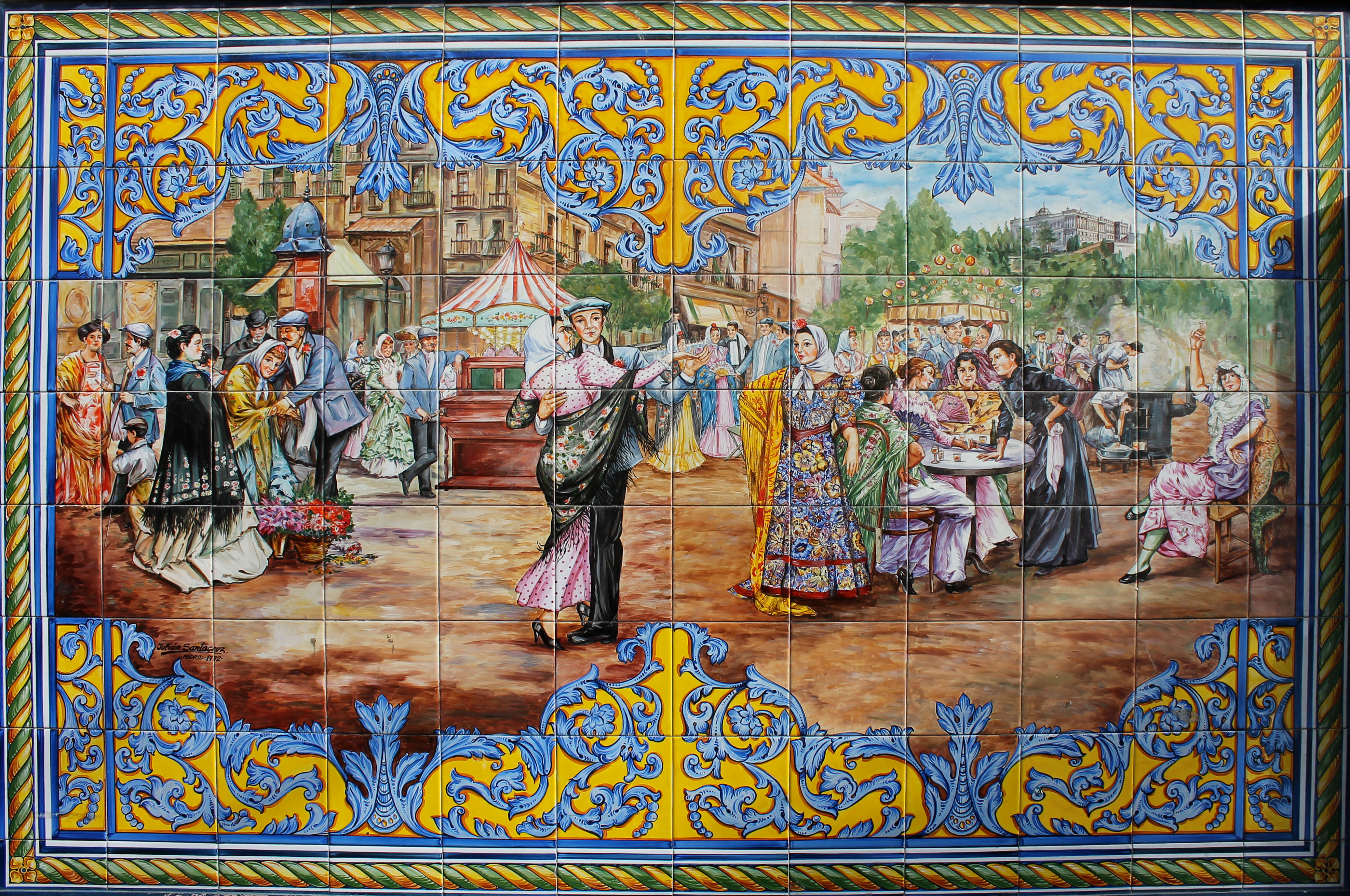
Representación de la verbena de la Paloma, en la azulejería con orla talaverana, de un local en la calle Martín de los Heros, 59-bis, de Madrid.

La España de la última década del siglo XIX, que vivía el momento histórico de la Restauración, vio emerger en el arte musical de la zarzuela a autores como Ruperto Chapí, Tomás Bretón, Emilio Arrieta, Francisco Asenjo Barbieri o Federico Chueca. Hasta el momento habían triunfado en los grandes teatros las zarzuelas de tres actos, un espectáculo de raíz popular del que sin embargo solo las clases acomodadas podían beneficiarse. Pero el desarrollo económico trajo consigo una primeriza clase media y el aumento de precios y costes afectó a las grandes representaciones, al mismo tiempo que abría las puertas de la escena a más público gracias a las nuevas y necesarias alternativas surgidas en pro de la supervivencia teatral; una de ellas fue producir sesiones de menor duración que hacían el espectáculo más barato y accesible. La iniciativa partió de un colectivo de actores empresarios muy populares en el Madrid de la segunda mitad del siglo XIX , Antonio Riquelme —a quien se atribuye la idea—, José Vallés y Juan José Luján.
Los grandes beneficiados de este fenómeno —que se llamaría «teatro por horas»— fueron los sainetes y zarzuelas cortas (o zarzuelitas), de menos de una hora, más funcionales que la oferta habitual hasta entonces, con espectáculos que obligaban al espectador a aguantar cuatro horas seguidas sentado en el teatro. Muy pronto estas zarzuelitas entraron a formar el grueso de lo que se conocería como «género chico», representaciones que en general abordaban temas, marcos y personajes populares y castizos, casi siempre de tipos madrileños. El éxito de aquel teatro por horas, junto al de las varietés pusieron a la zarzuela grande, con sus tres o más actos y su costosa producción, en una situación delicada que solo el citado maestro Barbieri conseguiría salvar con la creación de El barberillo de Lavapiés, una pieza que se hizo tan popular que cada año figuraba en los repertorios.
El escritor, crítico teatral y dramaturgo Benito Pérez Galdós fue uno de los pocos intelectuales que apoyó el teatro por horas —enfrentándose a la mayoría de la crítica seria de la época—; así lo deja expresado en Nuestro teatro:

No debo pasar en silencio, tratando de teatros matritenses, un sistema de espectáculos que sin género de duda es peculiar de Madrid, como si dijéramos su especialidad, sistema desconocido en otras capitales, pero que por fin ha de cundir y propagarse porque es muy bueno y responde a fines sociales y económicos. Me refiero a las funciones por horas o por piezas que tanto éxito tienen aquí, atrayendo y regocijando a la gran mayoría del público. Los inventores de esta división del espectáculo público, abaratándolo a las modestas fortunas y haciéndolo breve y ameno, conocían bien las necesidades modernas. Es poner el arte al alcance de todos los peculios, sirviéndolo por amor y en dosis que no hastían ni empalagan.
Pérez Galdós

Aunque las primeras salas teatrales en acoger el teatro por horas fueron el Variedades y el Lope de Rueda, que ofrecían una selección de dos a cuatro obras diarias, el éxito del teatro por horas tentó a los empresarios y productores teatrales de las mejores salas de Madrid, como ocurriría con el teatro Apolo, que fue uno de los primeros en aplicar la estrategia de dejar para la última función la obra más importante, y de ahí viene el dicho «la cuarta del Apolo», —la cuarta función— para referirse a la zarzuela o sainete de mayor interés en ese momento. La verbena de la Paloma, que se había estrenado en la segunda sesión, cosechó tal éxito en su estreno que, al día siguiente, fue trasladada a «la cuarta del Apolo».

## Historia

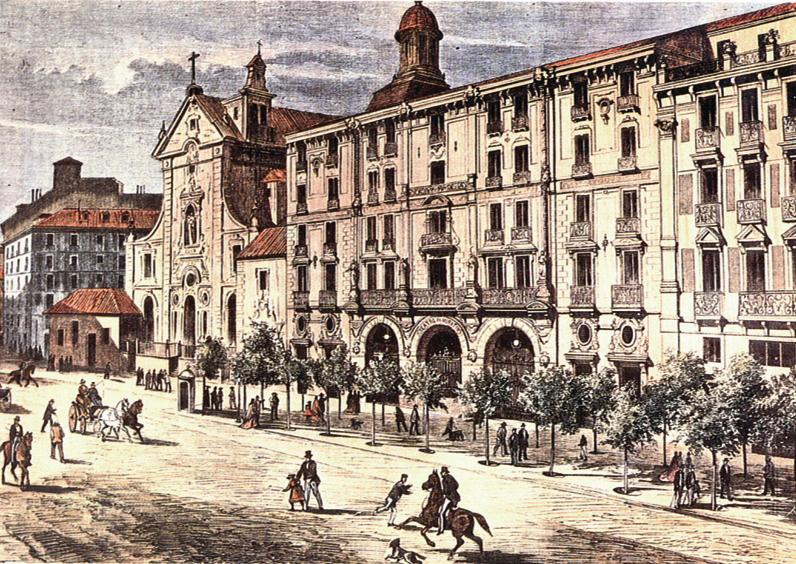
Teatro Apolo en la calle de Alcalá, donde se estrenó La verbena de la Paloma

Ricardo de la Vega escribió el libreto de La verbena de la Paloma a partir de un hecho real que escuchó de labios del propio protagonista; el asunto le pareció interesante y no tuvo más que rodearlo de un ambiente que le fuera propicio y unos personajes que no desentonaran. En esa época, el escritor colaboraba en una revista llamada La Gran Vía, como tenía una letra mala y poco legible, muchas veces tenían que enviar al cajista para que le ayudara a descifrar ciertas palabras del escrito de turno, por lo que el joven empleado y el escritor ya se conocían de antiguo y habían entablado una cierta amistad. En una de esas ocasiones, un 14 de agosto, Ricardo de la Vega notó que el cajista estaba mohíno y con aire preocupado así que le preguntó qué le pasaba. Y el cajista se sinceró con él: «He reñido con mi novia; la he visto junto con su hermana paseando en coche de caballos y dejándose halagar por un viejo verde. Mañana si nos encontramos en la verbena de la Paloma prometo armar un escándalo». De este modo la confidencia del joven cajista quedó grabada en la mente del escritor y dio origen al libreto de la zarzuela.
El 16 de agosto de 1893, el Heraldo de Madrid informaba de los posibles estrenos para la temporada 93-94 en el Teatro Apolo, entre los que incluía La verbena de la Paloma de Ricardo de la Vega y Ruperto Chapí. El músico había recibido el libreto de la citada zarzuela desde finales de 1893 y se comprometió a crear la música. El inminente estreno se anunció el 4 de enero de 1894; sin embargo, seis días después, La Correspondencia de España informaba de un supuesto altercado entre el músico y los empresarios del Teatro Apolo. Finalmente, el 10 de febrero, El Imparcial publicó que Chapí no crearía la partitura para La verbena de la Paloma y que su lugar había sido ocupado por el compositor salmantino Tomás Bretón.

### Ambientación y casticismo

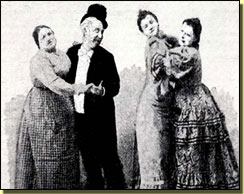
Los intérpretes de La verbena de la Paloma Pilar Vidal, Manolo Rodríguez, Irene Alba y Luisa Campos en señá Rita, don Hilarión, Casta y Susana, en el estreno de 1894

Cuando la obra representaba el ambiente de los años en que se había escrito, los personajes vestían a la moda de esos años. El chulapo castizo madrileño de los barrios populares de finales del siglo XIX vestía chaquetilla corta y bombín para las grandes ocasiones y una gorrilla para los días corrientes.

## El libreto. Personajes y temas
El libreto escrito por Ricardo de la Vega está ambientado en el Madrid de finales del siglo XIX, en el Madrid de la Restauración y en él (como en otros libretos) se idealiza el statu quo de la sociedad de la época.
Después del éxito de La Gran Vía (1886), Madrid pasó definitivamente a ser protagonista del género chico. No sólo fueron protagonistas los personajes sino la propia ciudad, sus calles, plazas, urbanismo en general, su ambiente, costumbres, vida cotidiana del pueblo, de los señoritos, de la aristocracia y de los militares; y hasta la climatología tomó protagonismo como puede comprobarse en El año pasado por agua que el mismo Ricardo de la Vega había escrito unos años antes o el gran calor de la noche víspera de la Paloma. Los dichos, las sentencias, las situaciones, todo lleva a demostrar una realidad decimonónica en que se tenía muy en cuenta los valores morales y virtudes como el trabajo, la honradez, la familia, el matrimonio, etc.
El tema de fondo es muy sencillo y no tiene mayor envergadura: amores y celos entre una pareja chulesca de novios, Julián y Susana, ambos hijos del pueblo de Madrid. Los demás personajes van dando vida al ambiente que se respira en una noche de verano víspera de la Fiesta de la Paloma, en un barrio popular con tipos y costumbres que el público va reconociendo como suyas y que será en definitiva el éxito de la función.

### Cuadro primero

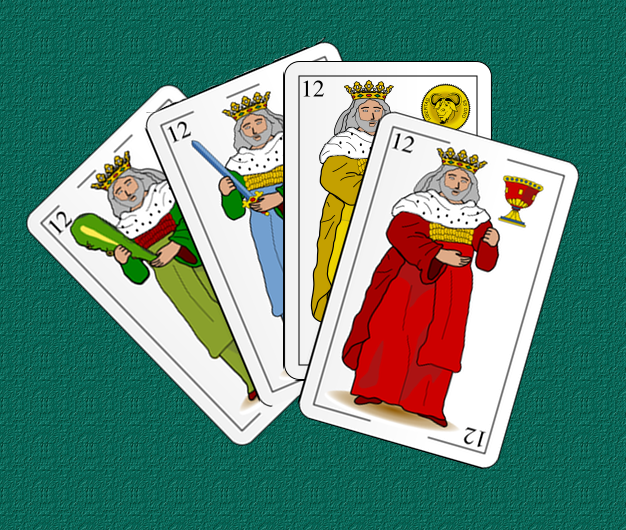
Tute de reyes

El decorado presenta una calle a la que da una casa grande, de tres pisos y moderna para la época. En el centro de la vivienda está el portal de entrada y en los bajos a ras de calle se ven de izquierda a derecha una botica, una buñolería de lujo y una taberna y almacén de vino. La acción sucede en Madrid (1894) en la noche del 14 de agosto, víspera de la festividad de la Virgen de la Paloma. Hace mucho calor y algunas personas salen a la acera de la calle a tomar el fresco: don Hilarión el boticario junto con su amigo don Sebastián que ha ido a visitarle, se encuentran charlando delante de la botica; en otro espacio también están sentados los porteros de la finca con un niño de meses en los brazos de la madre; en la buñolería se aprecia un gran bullicio; delante de la taberna hay una mesa y tres sillas en las que se sientan el tabernero y dos mozos que juegan al tute. Un poco retirado está Julián, el joven cajista de imprenta, mohíno y cabizbajo y a su lado la señá Rita, mujer del tabernero y madrina de Julián. Todos estos personajes saldrán a escena también en el cuadro segundo, con excepción de la pareja de porteros. El espectador puede ir conociéndolos a través de sus diálogos y monólogos unas veces cantados y otras en forma parlante, es decir recitados con acompañamiento de música.

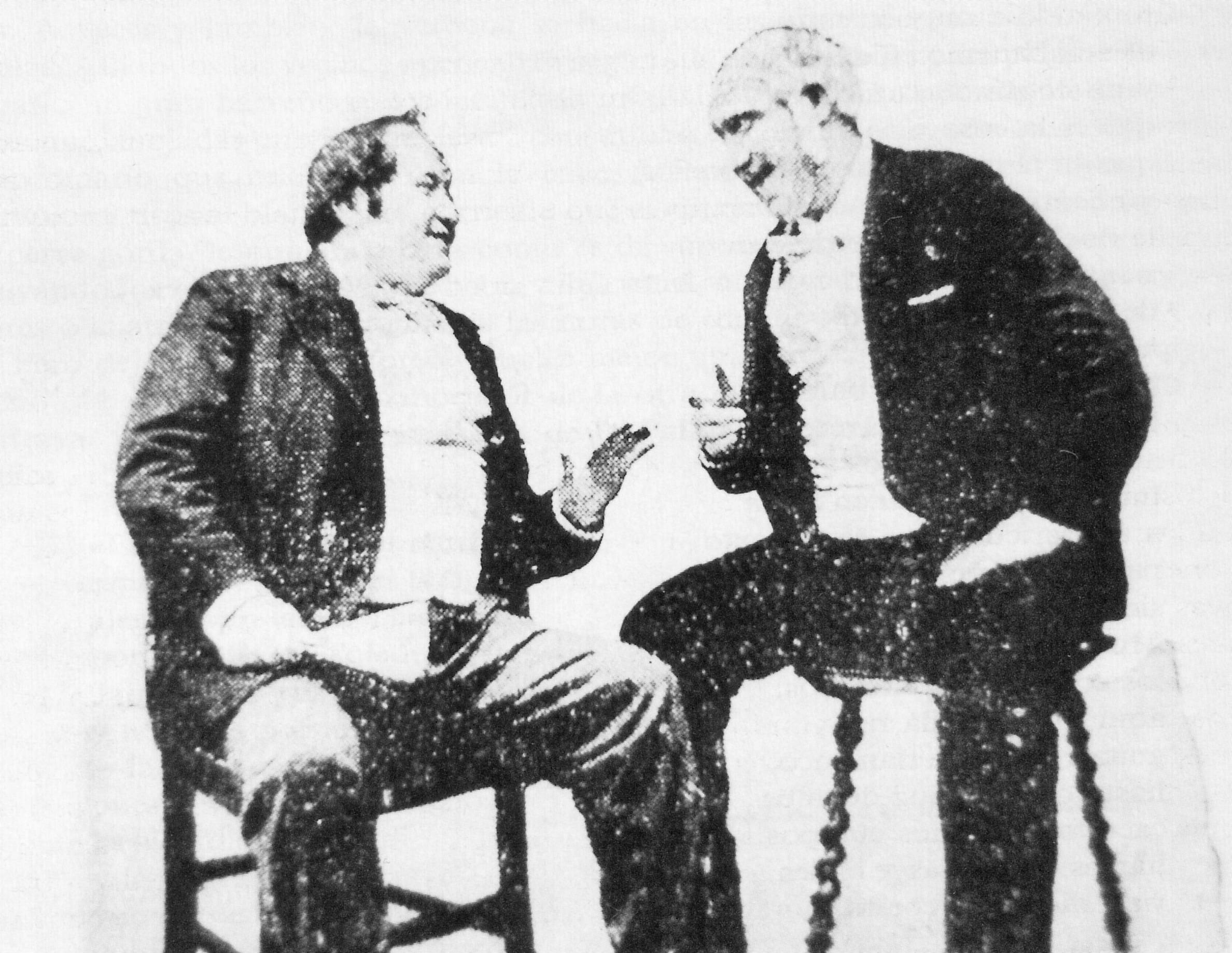
Escenas de la primera representación de 'La verbena de la Paloma', el 17 de febrero de 1894, en el teatro Apolo de Madrid.

Don Hilarión es el primero en actuar iniciando un diálogo con su amigo don Sebastián en que se dan mutuamente noticias y consejos prácticos sobre el consumo de ciertos productos. Comienza así, sin más preámbulo ni explicación:
| El aceite de ricino Ya no es malo de tomar Se administra en pildoritas y el efecto es siempre igual, igual, igual |

A lo que don Sebastián responde con la célebre sentencia que se hizo famosa en su día y que ha seguido en vigor a lo largo del siglo XX:
| Hoy las ciencias adelantan Que es una barbaridad. |

Don Hilarión insiste en los medicamentos caseros y las últimas noticias:
| La limonada purgante No la pide nadie ya |

La limonada purgante fue otro producto que se puso de moda por aquellos tiempos y que se vendía en boticas. Y como don Sebastián le replica que «es lo mismo que un refresco de naranja o de cebá», él cierra la frase con otro dicho muy extendido «pues por eso justamente ya no es chicha ni limoná» Y continúan los dos con su diálogo científico:
| Pero el agua de Loeches Es un bálsamo eficaz Hoy la ciencia lo registra Como muy perjudicial ¿El agua de Loeches? Muy mala, muy mala Hoy las ciencias adelantan Que es una barbaridad Que es una bestialidad Que es una brutalidad |

El agua de Loeches fue famosa en Madrid por sus cualidades digestivas así como los baños de su balneario. Nuevamente hacen gala los dos amigos de estar al tanto de los caprichos y gustos de la sociedad del momento. Tras estas noticias y críticas arremeten los dos contra el calor, protagonista en esta noche madrileña de agosto, insoportable, que obliga a los vecinos a salir de sus casas y hacer tertulia en la calle:
| El calor que hace esta noche Sí que es una atrocidad Y yo tengo a todas horas La cabeza tan sudá Eso es bueno y conveniente Mi señor don Sebastián He leído que el que suda Vence toda enfermedad |

Hay más réplicas del uno y el otro y el diálogo termina con el estribillo «Hoy las ciencias adelantan que es una barbaridad». Todo este tiempo el escenario ha estado movido, lo que se llama en el argót teatral hacer escena. Cada personaje ha hecho su papel y como los jugadores de tute también estaban a lo suyo, el autor deja que se les oiga con una serie de frases del ritual del juego que el público conoce bien:
| ¡Las cuarenta! Si te fallo el as Ni acusas cuarenta Ni veinte ni na... A vosotros antes Os tocó ganar Otro juego Eres tú el que da |

Y siguen haciendo escena con el juego de cartas mientras la tabernera va y viene sirviendo copas. En este momento irrumpe Julián el personaje central, con su canción melódica, de lamento, llena de amargura y quejas contra su novia, la Susana, que según cuenta a la señá Rita le da achares con un viejo verde, al que no ha visto la cara pero a quien piensa descubrir y armar en consecuencia un escándalo. El personaje de la señá Rita es templado, con un habla lleno de sentencias y de prudencia que contrasta con el nervio del mozo. Se repite la respuesta «Julián, que tiés madre» cuando quiere calmar los arrebatos, latiguillo que gustó mucho al público y que se repitió por todo Madrid aplicándolo adecuadamente o sin ton ni son:
| También la gente del pueblo Tiene su corazoncito Y lágrimas en los ojos Y celos mal reprimidos Por una morena chulapa Me veo perdío Y a la cara me sale el coraje Que tengo escondío! |

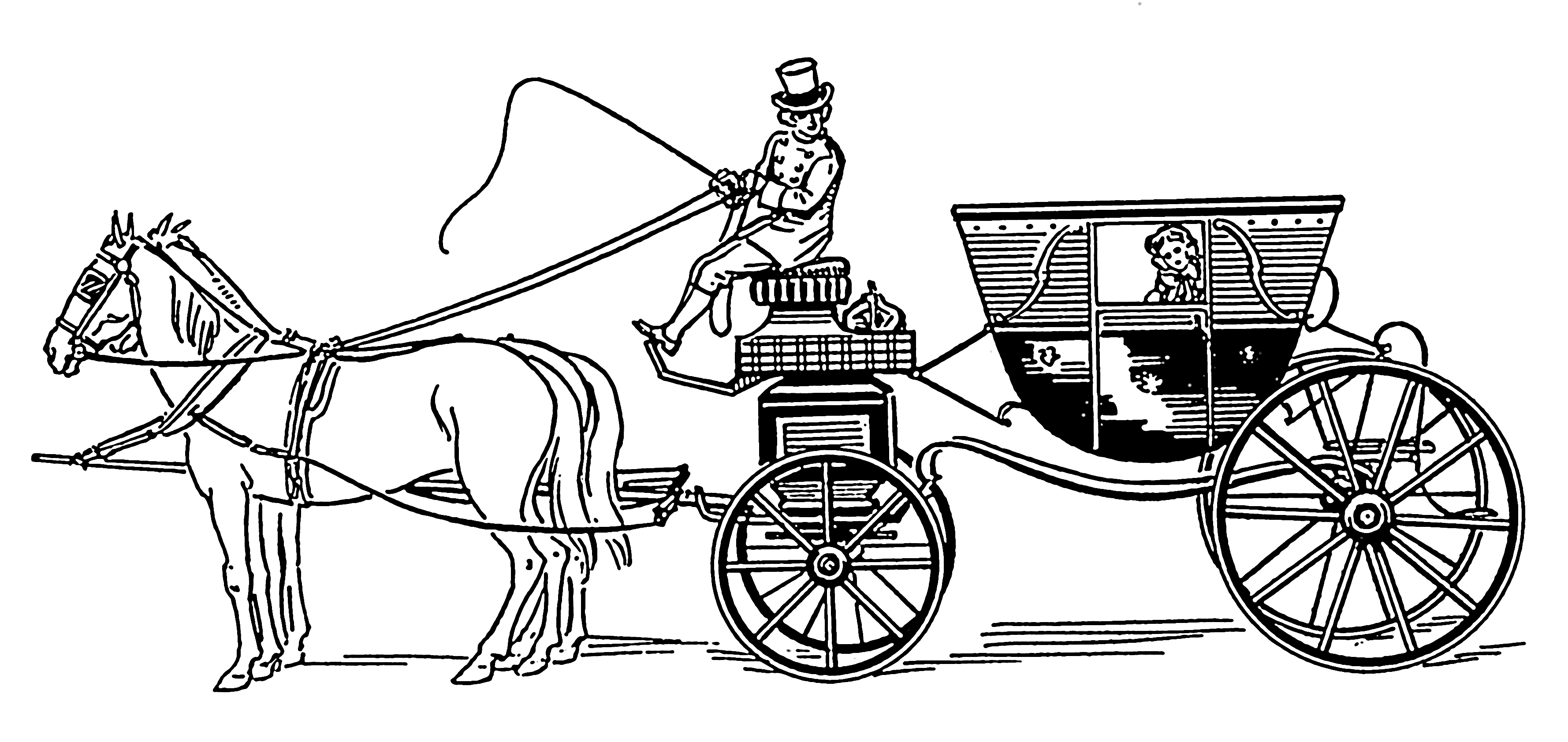
Berlina para pasear por el Prado

Los jugadores de cartas se pelean otra vez: «Yo fallé con la sota de bastos, el juego era mío. Yo fallé con la sota de espadas el juego era mío. Yo fallé con la sota de copas el juego era mío.» La portera entra en la casa con su niño ya dormido, insistiendo otra vez sobre el calor, «Hace un calor arriba que sale fuego de la pared». A continuación se oye el bullicio y la alegría de chulapas y chulapos que van de paso a la verbena y que se detienen para cantar el número cumbre de este primer cuadro, «Por ser la Virgen de la Paloma» en ritmo ternario de seguidillas:
| Por ser la Virgen de la Paloma, Un mantón de la China-na, China-na Me vas a regalar. Venga el regalo, si no es de broma, Y llévame en berlina-na, li-naná Al Prado a pasear. |

Podría haber sido la apoteosis final del cuadro pero después de la marcha bulliciosa la escena queda más calmada y los personajes van preparando para el público el cuadro segundo, contando lo que piensan hacer dentro de un rato cuando ellos también vayan a la verbena. Estos son monólogos y diálogos hablados totalmente, sin apoyo ninguno de la orquesta. Don Hilarión miente a don Sebastián al decirle que se pasará la noche acompañando a un enfermo cuando la realidad es que irá a buscar a la Casta y la Susana para llevarlas a la verbena. Don Sebastián se irá a su casa, a sentarse al fresco y ver el baile «uno de los setenta y dos que hay en el distrito». La señá Rita y Julián también se van y todos se despiden con un «abur» que era lo que se estilaba en aquella época.
Antes de que el tabernero y los mozos abandonen la escena tiene lugar el célebre monólogo de don Hilarión (o coplas de don Hilarión) expresado a modo recitativo con una partitura en tiempo de chotis:
| Una morena y una rubia, hijas del pueblo de Madrid Me dan el opio con tal gracia, que no las puedo resistir Y es que las dos, ja ja ja já. Y es que las dos, ja ja ja já Se deshacen por verme contento, esperando que llegue el momento En que yo decida, ja ja ja já, cuál de las dos me gusta más, Cuál - de - las - dos - me - gusta - más. |

«Una morena y una rubia, hijas del pueblo de Madrid» se convirtió en muletilla de muchas conversaciones. El escenario se queda vacío. El libreto indica mutación y comienza el acto segundo.

### Cuadro segundo
La acción trascurre también al aire libre en una calle del barrio de la Latina. El decorado consta de dos casas, una más pobre y antigua, con piso bajo y principal, a la izquierda del espectador. El piso bajo es la vivienda de tres mujeres, Casta, Susana (la novia de Julián) y su tía Antonia. Las ventanas que dan a la calle están protegidas por rejas y el portal es largo y estrecho. La casa de la derecha es de más categoría y tiene tres pisos. En la planta baja hay un café con un rótulo que dice «Café de Melilla». En la escena hay más personajes: dos guardias municipales, un sereno, un vecino y una vecina. Del café salen los sones de un piano cuya música acompaña a una cantaora flamenca que interpreta una soleá:
| ¡Ay! En Chiclana me crié; Que me busquen en Chiclana Si me llegara a perder. Que me dijo mi madre Que no me fiara Ni de tus ojos, que miran traidores, Ni de tus palabras. |

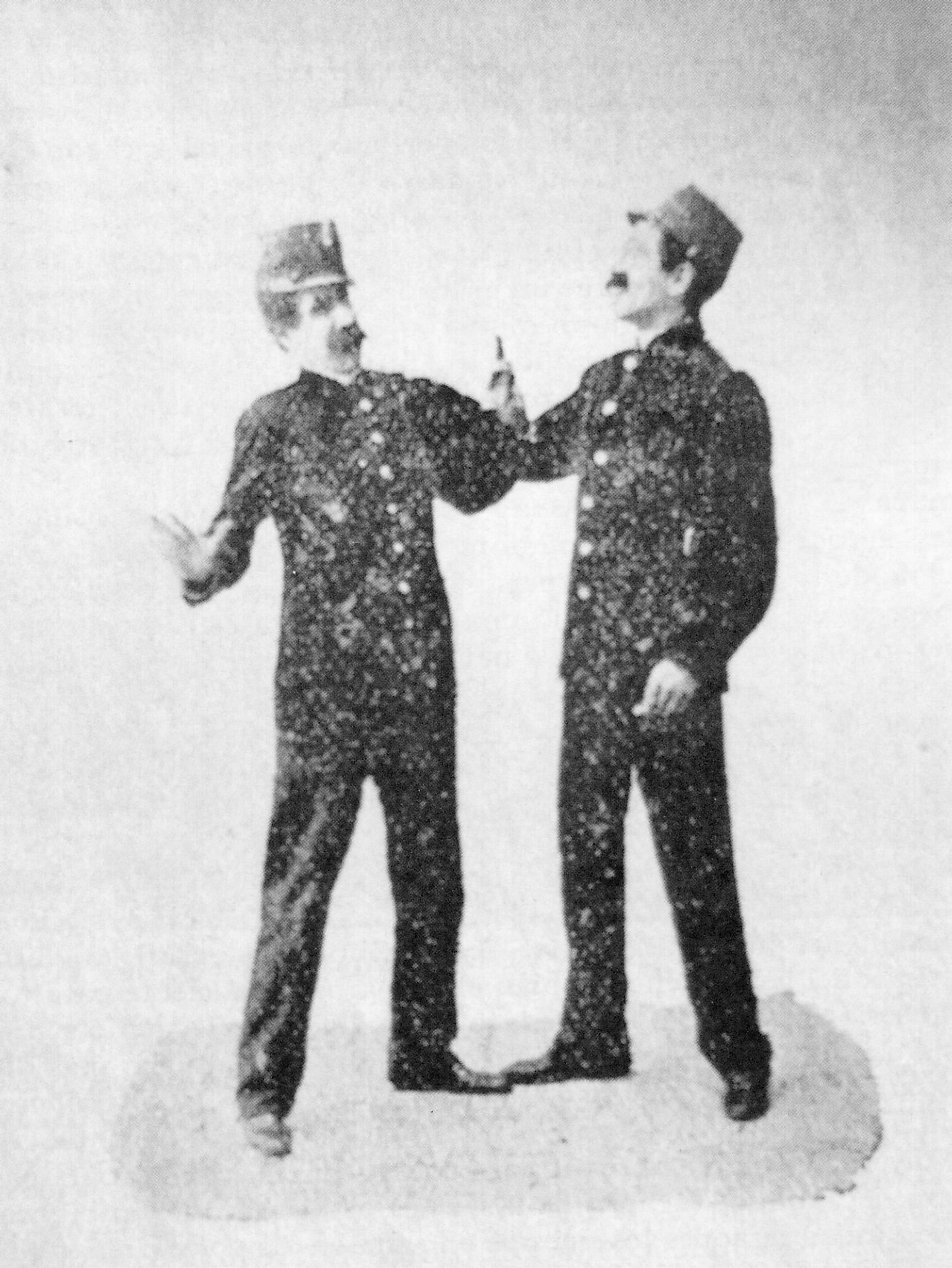
Los dos guardias municipales en el estreno de la obra

Todos demuestran su admiración por la cantaora, los de dentro del café, los guardias municipales que comentan, «No me choca nada que se la disputen ¿Qué te paece, Pedro? Que canta de buten.» Y la tía Antonia que con voz aguardentosa y tono chulesco y desenfadado expresa sus sentimientos sin dar lugar a réplica. Es el personaje que en teatro se llama «característica». En esta obra llegó a acaparar la atención y simpatía del público que veía reflejado en él a tantas mujeres viejas conocidas o parientas. El primer aporte de la tía Antonia es un parlante acompañado de la orquesta que dice:
| ¡Olé, olé, olé, Que te aplaudo yo!, ¡Porque sí señó!, ¡Porque me gustó! ¡Y no habrá ninguno Que diga que no! ¡Bendita sea la madre Que te parió! ¡Y lo digo yo!, ¡Y san se acabó!, ¡Porque sí señó!, ¡Porque sí señó! |

La escena del nocturno después de la jarana con la cantaora se hizo también muy famosa. Los dos guardias municipales conversan con el gallego sereno que no se da ninguna prisa en acudir a una llamada insistente que se escucha a lo lejos y cuando finalmente lo hace va diciendo «uf, qué trabajo». Los tres hablan —sin decir realmente nada— del gobierno, del ayuntamiento de la cuestión social, de cómo está política y de los recortes económicos que han llegado a suprimir dos de los tres faroles que alumbraban la calle. Todo acompañado por la orquesta con una melodía monótona y casi triste. La escena se anima con la entrada del alegre don Hilarión:
| ¡Oh, qué noche me espera Con mis lindas chulapas Estoy lo mismo que en mi edad primera: Todas las hembras me parecen guapas. Allí están aguardándome en la reja. ¡Por vida de! ... ¡también está la vieja! |

Se toman unas copitas de licor, bailan en la calle al compás de una mazurca cuya música sale del interior del café y entre diálogos y bailes aparecen en el lugar Julián y la señá Rita. Julián dispuesto a encararse con el desconocido acompañante de la Susana y después de unas breves escenas de unos y de otros tiene lugar el dúo de la famosa habanera concertante cantada por los novios:
| ¿Dónde vas con mantón de Manila? ¿Dónde vas con vestido chiné? A lucirme y a ver la verbena, Y a meterme en la cama después. ¿Y si a mí no me diera la gana De que fueras del brazo con él? Pues me iría con él de verbena Y a los toros de Carabanchel. |

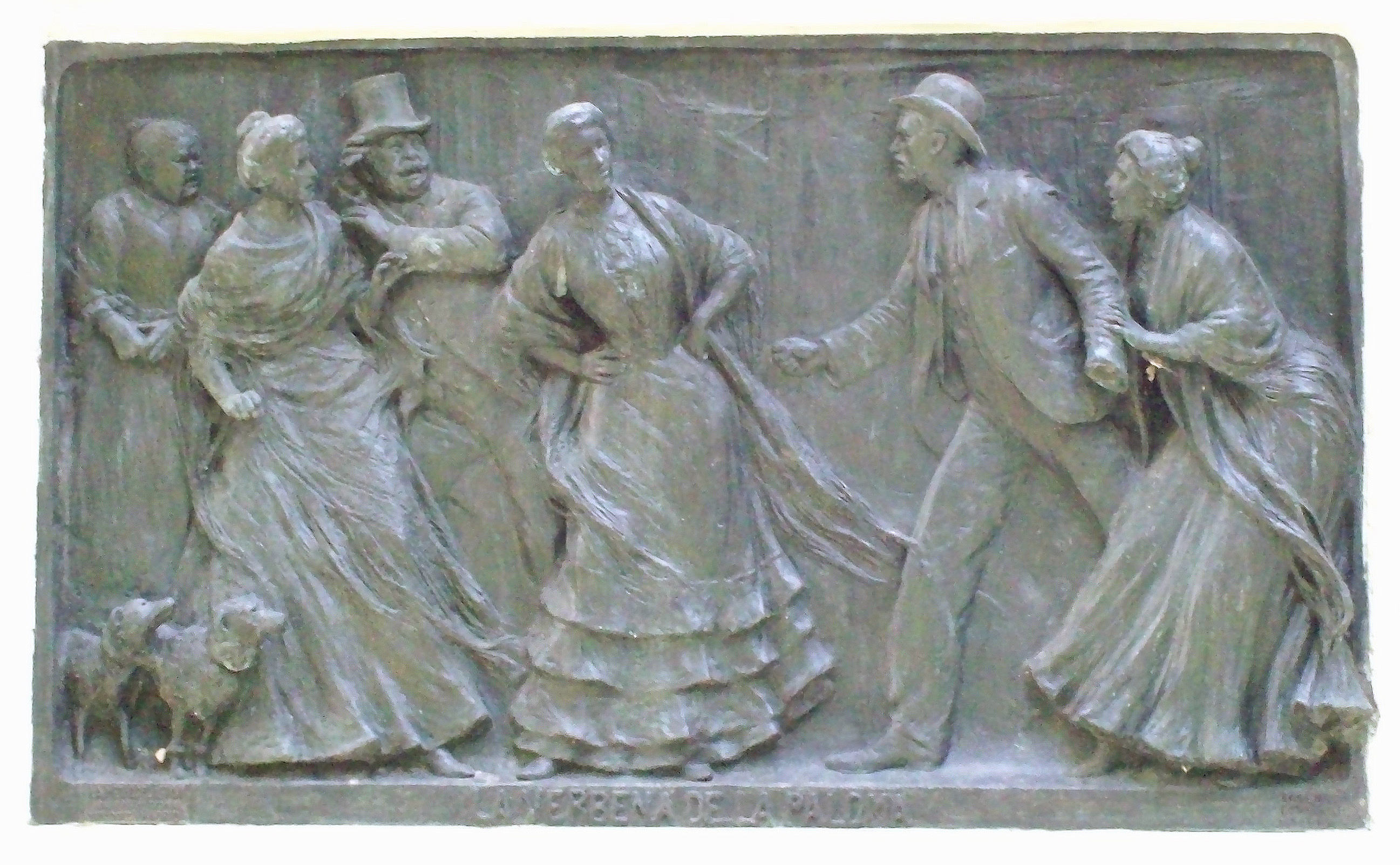
Escena de Julián y Susana en Dónde vas con mantón de Manila

De nuevo se aprecia vocabulario de la época: «vestido chiné», vestidos de alegres colores, cuando lo más corriente era el negro o el blanco. Y costumbres: «a los toros de Carabanchel», refiriéndose a la antigua plaza en el extrarradio de Carabanchel Bajo.
Después golpes, riña, tumulto, salvaguardia de don Hilarión que se ve vapuleado, gente que acude a la trifulca, los municipales; incluso el sereno se cree una autoridad: «Pues si yo toco el pito se acaba la cuestión»; pero interviene el tabernero: «Ustedes por allí (a don Hilarión y a ellas.) Vosotros por allá. Ni usted aquí toca el pito (al Sereno) ni usté aquí toca na.» Los personajes se dispersan y dan paso al Cuadro Tercero cuya mutación se realiza con gran rapidez.

### Cuadro tercero
El libreto explica muy bien cómo debe presentarse este cuadro del desenlace:

Una calle. En el centro, y de arriba abajo, el salón de baile que ahora se pone en las verbenas, adornado con arañas, faroles, guirnaldas, escudos, banderas y demás. En el foro está el piano de manubrio, que toca varias piezas. Las dos aceras de la calle quedan libres para la circulación. Casas de varios aspectos a un lado y al otro. En la primera de la izquierda del espectador hay un comercio de sedas con el rótulo correspondiente. En el salón de baile hay bancos de madera todo alrededor, llenos de gente que presencia el baile. Parejas de distintas clases aparecen bailando al compás del piano de manubrio. Las aceras están llenas de gente que mira el baile. En las barandillas de madera que forman el salón se ven algunos Guardias de orden público. A la puerta del comercio de sedas aparecen sentados en sillas don Sebastián, Doña Severiana (su mujer) y Doña Mariquita, amiga de ambos. Teresa (sobrina de aquellos) y Candelaria (hija de doña Mariquita) bailando con dos jóvenes horteras. Mucha animación, don Sebastián aplaude y jalea a las parejas que van pasando muy agarradas, como ahora se estila
Ricardo de la Vega

Es uno de los setenta y dos bailes que había en el distrito de los que ya don Sebastián había hecho mención. Aquí tendrá lugar el desenlace y el final de la historia, un desenlace lleno de humor, de situaciones cómicas protagonizadas por don Hilarión que huye de las tortas del chulapo Julián y de la tía Antonia, malencarada, contestona que no se contiene ni ante la autoridad. Finalmente la llevan a la prevención (comisaría), persecuciones y más peleas. Don Sebastián sale fiador del mozo impulsivo, Susana reconoce su amor por él y el inspector que atiende el tumulto lo resuelve con acierto cerrando la escena con una frase dirigida al público: «Señores, háganme ustedes el favor de no armar otro escándalo en la verbena de la Paloma». El coro pone el punto final con la estrofa conocida:
| Por ser la Virgen de la Paloma, un mantón de la China-na te voy a regalar |

Cae el telón.

## La música de Tomás Bretón

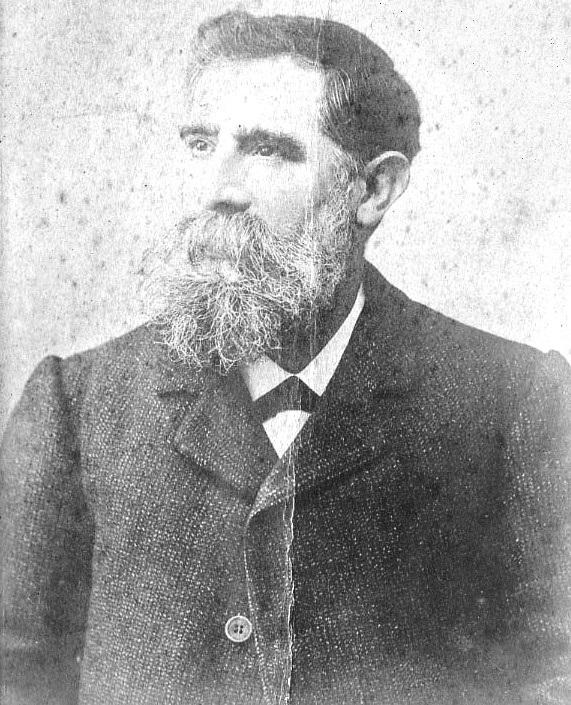
Tomás Bretón

Tomás Bretón demostró a lo largo de su vida un especial gusto e interés por el mundo musical de la ópera y luchó sin conseguirlo por crear una ópera nacional. Sus conocimientos operísticos y su gran afición se traslucen en esta zarzuela de género chico. La música acapara casi todo el libreto y son pocos los monólogos o diálogos hablados que no estén acompañados por una melodía de la orquesta. Por esta razón los dos primeros cuadros pueden parecerse a una ópera cómica. Algunos críticos del momento como Pedro Bofill (periodista y crítico de teatro) comentaba en el periódico La Época lo que a él le parecía «un exceso de música para un sainete»:

Sus números de música son notables sin duda alguna y el afán con que el público se los hacía repetir demostraba quizá que eran muy de su agrado... Pero hay que decirle al señor Bretón de vez en cuando —¡Que tiés sainete! Como Ricardo de la Vega hace decir a la señá Rita...
Pedro Bofill

Toda la partitura orquestal de los números cantados tiene una buena elaboración polifónica a lo que hay que añadir otros números de tradición de la ópera bufa (como las coplas de don Hilarión). Se añade además la música nacionalista muy en boga, —como las seguidillas del primer y tercer cuadro—, los bailes de salón, de moda en aquellos años, —como la mazurca que toca organillo— y el flamenco de la soleá de la cantaora en el segundo cuadro.
La composición siguió las reglas establecidas para la zarzuela en general: Ofrecer al cantante poca dificultad en las ornamentaciones, en los agudos y en el fiato. El protagonista de las óperas tiene por lo general la tesitura de tenor mientras que en las zarzuelas se pide un barítono; así mismo los bufos son tenores en lugar de bajos, es más, en general no se les exige que tengan voz. Dio voz de soprano a la protagonista, a la cantante del café y de mezzosoprano a la señá Rita. En esta zarzuela los coros son reducidos y se limitan a las seguidillas que se repiten en la escena final. De la orquestación se dijo que estaba compuesta con tratamiento de influencia italiana, sentido del ritmo y gran elegancia melódica.

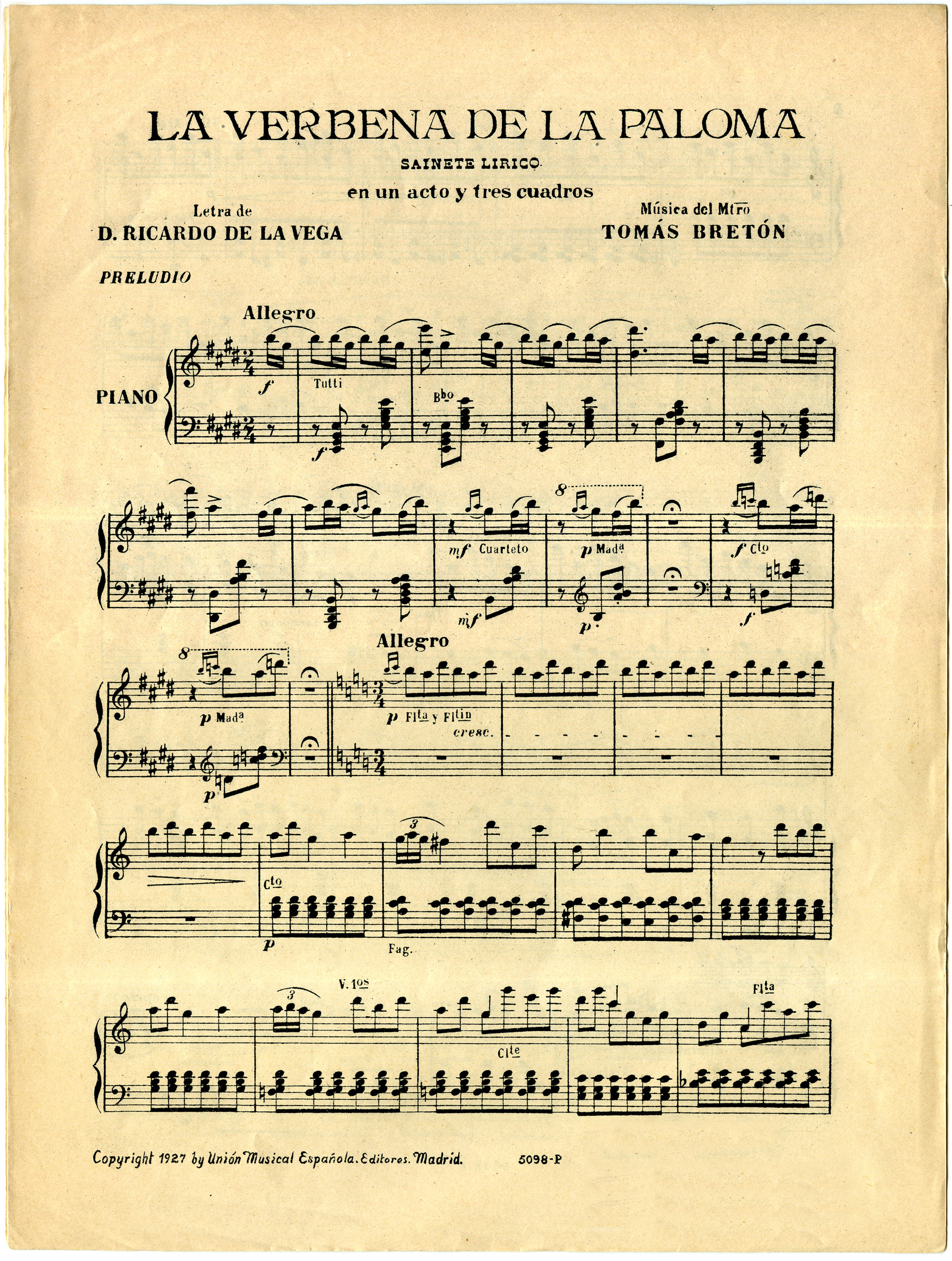
Primera página de la partitura para piano del Preludio

La obra comienza con un Preludio que se inicia con el tema musical del dúo habanera «¿Dónde vas con mantón de Manila?» pero en tempo de presto. Tras unos compases la orquesta se detiene por dos veces como indicando una interrogación. A continuación se escuchan los demás temas que se desarrollarán después hasta que aparece de nuevo «¿Dónde vas con mantón de Manila?» esta vez en tempo lento e interpretado por la flauta en un solo que los críticos definieron como uno de los aportes más bellos de Bretón al género chico.
Una vez terminado el preludio viene un tema musical muy vivo que dará soporte al diálogo de don Hilarión y don Sebastián en forma parlante que no requiere de voces especialmente operísticas sino de actores cómicos que tengan algo de voz y sentido musical.
Entran en acción Julián y la señá Rita y entremedias unas palabras de los jugadores de tute, todo acompañado siempre por la orquesta; también irrumpe la melodía de los dos cantantes además del diálogo de don Hilarión y don Sebastián. La canción de Julián se acompaña de las notas plañideras del oboe que con la orquesta forman una rica composición. El tema musical de la canción o aria resulta de una gran belleza cuando lo retoma la señá Rita. El final de la escena es un breve concertante de los cuatro personajes (don Hilarión y don Sebastián, Julián y la señá Rita) de influencia netamente operística. Pero el cuadro no termina ahí porque entran en la escena los bulliciosos jóvenes que se dirigen a la verbena y que se las prometen felices con churros y limoná y los consabidos bailes; es entonces cuando tiene lugar el número de las alegres seguidillas «Por ser la Virgen de la Paloma». Los chulapones abandonan el escenario con alegría y bullicio. El último número musical de este primer cuadro es el que interpreta don Hilarión, las llamadas coplas de don Hilarión, «Una morena y una rubia» con ritmo de chotis y una ingeniosa instrumentación.
Durante la mutación al cuadro segundo la orquesta sigue interpretando música con un pequeño preludio que da paso a las soleares de la gitana. La canción está acompañada por un piano que se supone que está dentro del café de Melilla. Los otros personajes se entremezclan con la canción de la gitana hasta que el coro y la orquesta ponen final al número musical. Le sigue un nocturno que sirve de fondo a la conversación entre los dos guardias municipales y el sereno. La orquesta sale de su letargo y se anima con la presencia de don Hilarión hasta la llegada de los sones de la mazurca que comienzan con un organillo al que se une la orquesta que da vida a este baile de salón tan a la moda por aquellos tiempos. Bajo los sones del organillo que sigue interpretando la mazurca, aparecen el tabernero y los mozos que tienen su diálogo. Unos compases de introducción dan paso al dúo de Julián y la señá Rita, «Si el cariño a la Susana se le ha acabao ya» con el acompañamiento de una orquestación superior a lo normal en otras zarzuelas. Después, la orquesta junto con las frases de Julián, la señá Rita, las dos chulapas y Don Hilarión forman un quinteto concertante en donde el autor no duda en hacer gala de su dominio del contrapunto, dando a cada uno de los personajes una línea melódica adecuada al texto que está diciendo y que, al mismo tiempo, casa con el resto de voces. La construcción de ese número es similar a la del concertante del primer  cuadro ya citado: primero se exponen las melodías de cada personaje de forma independizada para poder captar bien el mensaje que se pretende transmitir en cada caso y después se juntan.
El número cumbre de la escena es el enfrentamiento de los protagonistas en tiempo de habanera, «Dónde vas con mantón de Manila». Primero cantan ellos dos pero poco a poco se van uniendo los otros personajes y el coro hasta formar un complejo concertante que culmina en el momento en el cual toma protagonismo la orquesta que lo resuelve todo concluyendo la escena.
El último cuadro se caracteriza por ser el menos musical. No tiene números nuevos especiales sino mucho diálogo y acción acompañado todo unas veces con el tema de las seguidillas y otras con el de la mazurca interpretada siempre por el organillo. Transcurre la acción en una calle del barrio de La Latina donde se ha organizado uno de tantos bailes verbeneros. Don Sebastián tiene allí su casa y lo contempla sentado al fresco con su esposa. Llegan todos los personajes anteriores y tras una descomunal bronca y después de las palabras dichas por la autoridad, «Señores, háganme ustedes el favor de no armar otro escándalo en la verbena de la Paloma», la orquesta y el coro cierran la obra con las seguidillas Por ser la Virgen de la Paloma resumidas en unos pocos compases.

## «Dramatis personae»
| Personaje                                                             | Tesitura                                      | Reparto el día del estreno |
| --------------------------------------------------------------------- | --------------------------------------------- | -------------------------- |
| Julián, cajista de imprenta y enamorado de Susana                     | tenor o barítono                              | Emilio Mesejo              |
| Don Hilarión, boticario y viejo verde, conquistador de Casta y Susana | actor cantante; puede ser tenor cómico o bajo | Manolo Rodríguez           |
| Don Sebastián, amigo de don Hilarión                                  | actor cantante                                | Pascual Alba               |
| Susana, novia de Julián                                               | soprano                                       | Luisa Campos               |
| Casta, hermana de Susana                                              | soprano                                       | Irene Alba                 |
| Señá Rita, mujer del tabernero, madrina y protectora de Julián        | mezzosoprano o contralto                      | Leocadia Alba              |
| Tía Antonia, tía de Casta y Susana y alcahueta                        | contralto                                     | Pilar Vidal                |
| Tabernero, marido de la Señá Rita y hombre tranquilo                  | barítono                                      | José Mesejo                |
| Guardia 1.º, policía que hace la ronda                                | bajo o barítono                               |                            |
| Guardia 2.º, policía que acompaña en la ronda                         | barítono                                      |                            |
| Sereno                                                                | barítono                                      |                            |
| La cantadora, cantante flamenca del café                              | mezzosoprano                                  | Ángela Llanos              |
Fuente
- Diccionario de la Zarzuela, II. España e Hispanoamérica.[28]

## Números musicales
Los números musicales son los siguientes:
| Preludio       |                                       |                                                    |
| Cuadro primero | Parlante y escena                     | «Hoy las ciencias adelantan que es una barbaridad» |
| Cuadro primero | Canción de Julián y concertante       | «También la gente del pueblo tiene su corazoncito» |
| Cuadro primero | Coro y seguidillas                    | «Por ser la Virgen de la Paloma»                   |
| Cuadro primero | Coplas de don Hilarión                | «Tiene razón don Sebastián»                        |
| Cuadro segundo | Introducción, escena y soleá          | «En Chiclana me crié...»                           |
| Cuadro segundo | Nocturno                              | «¡Buena está la política!»                         |
| Cuadro segundo | Escena de don Hilarión y las chulapas | «¡Oh, qué noche me espera!»                        |
| Cuadro segundo | Mazurca (orquesta)                    |                                                    |
| Cuadro segundo | Dúo y escena                          | «Ya estás frente a la casa»                        |
| Cuadro segundo | Quinteto                              | «Linda Susana, Casta hechicera»                    |
| Cuadro segundo | Habanera concertante                  | «¿Dónde vas con mantón de Manila?»                 |
| Cuadro tercero | Seguidillas y final                   | «Por ser la Virgen de la Paloma»                   |

## Discografía
En una aproximación a la discografía elemental (o fundamental) de esta zarzuela, se anotan seis grabaciones en disco vinilo (excluyendo las anteriores a los años 50), y de entre ellas se pueden destacar:
Ataúlfo Argenta la grabó en dos ocasiones: en 1952 y en 1957, coincidiendo con el inicio y el final (por fallecimiento) de su colaboración con el sello Alhambra. Tradicionalmente se ha considerado superior el primer registro sobre la base de una mayor espontaneidad de la batuta, pese a su peor sonido. En el segundo registro la toma de sonido es superior, y en las remasterizaciones sucesivas se ha conseguido un sonido que no delata su fecha de grabación. El reparto es el habitual de las grabaciones de zarzuela de Argenta, combinando cantantes de buenos medios como Manuel Ausensi (Julián), Inés Rivadeneira (Señá Rita) o Ana María Iriarte (Susana) con los de carácter como Miguel Ligero (don Hilarión) o Joaquín Portillo (don Sebastián). Como curiosidad, en la grabación de 1953, la voz que llama al sereno ("¡Francisco!") en el Nocturno del segundo cuadro es del propio Ataúlfo Argenta.
En mayo de 1972 fue grabada por Enrique García Asensio, destacando el Julián de Alfredo Kraus y las veteranas Ángeles Chamorro (Susana) e Inés Rivadeneira (Señá Rita).
En 1994, dentro de la miniserie de zarzuela que Antoni Ros-Marbá dirigió para el sello Auvidis Valois, con financiación de Caja Madrid, grabó este título con Plácido Domingo (Julián), María Bayo (Susana), Raquel Pierotti (Señá Rita), Silvia Tro (Casta), Rafael Castejón (don Hilarión) y Enrique Baquerizo (Sereno). La versión acentúa el aspecto sinfónico de la partitura, con la Orquesta Sinfónica de Madrid y Coro de la Comunidad de Madrid.
En el año 2000, la compañía estadounidense Ohio Light Opera estrenó un montaje de la zarzuela traducida al inglés por Richard Traubner. En agosto de ese mismo año se puso a la venta el CD correspondiente a dicho montaje con el subtítulo de The Festival of Our Lady of the Dove or The Pharmacist and the Pretty Girls, and Poorly Repressed Jealousy. La dirección de orquesta corrió a cargo de J. Lynn Thompson y los principales papeles fueron interpretados por Daniel Neer (Julián), Suzanne Woods (Casta), April Crane (Susana), Elaine Fox (Señá Rita), Richard Stevenson (Don Hilarión), Anthony Maida (Antonia). El CD apareció bajo el sello Albany Records 4005.
En 2008, en el Teatro de la Zarzuela y bajo la batuta de Miguel Roa y la Orquesta y Coro de la Comunidad de Madrid se grabó en directo en DVD una moderna producción que ha sido exportada a otros países y cuyo título en inglés es "The party of the Paloma". El elenco está encabezado por Amparo Navarro (Susana), José Antonio López (Julián) y Marina Pardo (Señá Rita).
La dirección de escena y la adaptación corrió a cargo de Marina Bollaín, hermana gemela de la directora de cine Icíar Bollaín, en un intento de reinventar la zarzuela para acercarla a un público joven y a la vez internacional. Con esta intención el estreno de esta nueva versión, titulada Noche de verano en La Verbena de la Paloma, tuvo lugar en el Hebbel-Theater de Berlín.

## Adaptaciones cinematográficas
Se han realizado tres versiones cinematográficas de La verbena de la Paloma. La primera de ellas, estrenada en el Circo Price de Madrid en diciembre de 1921, fue una película muda de la productora Atlántida SACE, dirigida por José Buchs, que resultó un gran éxito para los estándares de la época. La película contó con el apoyo del mismo Tomás Bretón, quien adaptó la música para que una orquesta en vivo acompañara la proyección. En relación con el éxito de la cinta, la revista El Cine opinaba:

Si Ricardo de la Vega resucitase no se arrepentiría de ello, pues podría contemplar el éxito alcanzado por la adaptación cinemática de su sainete La verbena de la Paloma. Si bien es verdad, uno de los factores que más grandemente influyeron en el éxito obtenido por esta película que marca nuevos derroteros a la cinematografía española fue la música, de la cual una parte es la misma que la obra teatral y otra es una nueva composición del insigne maestro Bretón [...]. El cine y la música se han aliado en esta ocasión para proporcionar un éxito largo y duradero al arte español.
El Cine

La popularidad que alcanzó la obra de Buchs impulsó a la decadente industria fílmica española y la orientó hacia una temática centrada en una atmósfera costumbrista. Muchas otras zarzuelas serían llevadas al cine en los próximos años, hasta que el género inició su declive alrededor de 1925. Solo se conserva una copia incompleta de la cinta de aproximadamente 55 minutos y está en proceso de restauración por la Filmoteca de Catalunya.
En la década de 1930 renació el interés por el género chico y La verbena de la Paloma volvió a estar de moda; es en este entorno que la casa productora Cifesa realizó la segunda adaptación de la obra bajo la dirección de Benito Perojo. Realizada en blanco y negro, pero con algunas escenas en color, fue la primera película española en utilizar el Technicolor. Desde antes de iniciar la producción Perojo aclaró que no tenía la intención de llevar la versión teatral al cine y aseguró:

No voy a hacer una película en un acto y tres cuadros. Además, no voy a filmar La verbena de la Paloma como la audiencia la ve en el escenario. Mi intención es conseguir una obra absoluta y eminentemente cinematográfica. Para desteatralizar el tema y encajar los números musicales se utilizarán técnicas cinematográficas; para embellecer la vestimenta sin deformar el estilo contamos con ilustradores y diseñadores de vestuario; para reproducir fielmente el ambiente hay escritores versados en las costumbres de la época.
Benito Perojo.

El presupuesto para la producción fue cercano a un millón de pesetas, lo que permitió construir una calle de 500 metros de extensión para la escenografía, con las viviendas, bares y cafés típicos del Madrid de 1890 y recrear por medio de los decorados los ambientes propios de la fiesta. Según Román Gubern, «fue un esfuerzo escenográfico sin precedentes en la filmografía española». La película contó con las actuaciones de Raquel Rodrigo y Miguel Ligero Rodríguez, se estrenó en 1935 y se convirtió en uno de los mayores éxitos de la época. En las copias que todavía se conservan se han perdido 23 minutos de los 95 que tenía originalmente.
La tercera versión cinematográfica se estrenó en 1963, dirigida por José Luis Sáenz de Heredia, producida por Benito Perojo y protagonizada por Concha Velasco, Irán Eory, Vicente Parra y Miguel Ligero Rodríguez. La dirección de orquesta estuvo a cargo de Gregorio García Segura, quien tuvo la oportunidad de agregar a la musicalización un tema de su autoría que se utilizó para la escena final. A diferencia de las dos películas anteriores, el rodaje se llevó a cabo principalmente en escenarios naturales.
Existe una cuarta versión, rodada para televisión en 1996, dirigida por Ricardo de la Vega y protagonizada por Carlos Marín en el papel de Julián y María Rodríguez en el de Susana.

## Difusión
También, esta zarzuela ha sido grabada en diversos discos de colección durante los siglos XX y XXI, así como bailada en el chotis madrileño. Ha tenido arreglos para organillo e incluso para bandas de música. Ha sido grabada en televisión por cadenas nacionales e internacionales en representaciones teatrales y recopilada en DVD a partir del programa Antología de la Zarzuela que emitía Televisión Española. Está considerada como la obra cumbre del género chico.

## En la cultura popular
El montaje de la obra se recrea, con licencias artísticas, en el episodio Tiempo de verbena, de la serie de televisión El ministerio del tiempo, emitida por La 1 de TVE el 16 de octubre de 2017, con Manuel Galiana (como José Mesejo), Bruno Oro (Tomás Bretón), Eva Manjón (Luisa Campos), Fernando Albizu (Enrique Arregui), Pepa Charro (Leocadia Alba), José Troncoso (Emilio Mesejo) y Norma Ruiz (Irene Alba).